# Список птахів Галапагоських островів
Це перелік видів птахів, зафіксованих на території Галапагоських островів в Еквадорі. Авіфауна Галапагоських островів налічує загалом 185 видів. З них 31 вид є ендемічним, ще 3 види гніздяться лише на Галапагоських островах, а 4 види — переважно на Галапагоських островах. 17 підвидів є ендемічними для Галапагоських островів. 85 видів є рідкісними або випадковими, 5 були інтродуковані людьми. На Галапагоських островах мешкає 5 видів одомашнених птахів.

## Позначки
Наступні теги використані для виділення деяких категорій птахів.
- (A) Випадковий — вид, який рідко або випадково трапляється на Галапагоських островах
- (Е) Ендемічий — вид, який є ендеміком Галапагоських островів
- (EB) Гніздовий ендемік — вид, який гніздиться лише на Галапагоських островах
- (ES) Ендемічний підвид — підвидвид, який є ендеміком Галапагоських островів
- (I) Інтродукований — вид, завезений на Галапагоські острови як наслідок, прямих чи непрямих дій людських дій
- (D) Одомашенений — вид свійських або хатніх птахів, що мешкає на Галапагоських островах (не натуралізований)

## Гусеподібні(Anseriformes)
Родина: Качкові (Anatidae)
- Свистач червонодзьобий, Dendrocygna autumnalis (A)
- Гуска домашня, Anser anser domesticus (D)
- Широконіска північна, Spatula clypeata (A)
- Чирянка блакитнокрила, Spatula discors
- Чирянка руда, Spatula cyanoptera (A)
- Шилохвіст білощокий, Anas bahamensis galapagensis (ES)
- Качка свійська, Anas platyrhynchos domesticus (D)
- Савка маскова, Nomonyx dominicus (A)

## Куроподібні(Galliformes)
Родина: Цесаркові (Numididae)
- Цесарка рогата, Numida meleagris (I)

Родина: Фазанові (Phasianidae)
- Павич синьокрилий, Pavo muticus (I)
- Перепілка звичайна, Coturnix coturnix (I)
- Курка свійська, Gallus gallus domesticus (D)
- Індик великий, Meleagris gallopavo (D)

## Фламінгоподібні(Phoenicopteriformes)
Родина: Фламінгові (Phoenicopteridae)
- Фламінго чилійський, Phoenicopterus chilensis (A)
- Фламінго червоний, Phoenicopterus ruber

## Пірникозоподібні(Podicipediformes)
Родина: Пірникозові (Podicipedidae)
- Пірникоза рябодзьоба, Podilymbus podiceps

## Голубоподібні(Columbiformes)
Родина: Голубові (Columbidae)
- Голуб сизий, Columba livia (Ex)
- Zenaida galapagoensis(інші мови) (E)
- Zenaida auriculata(інші мови) (A)

## Зозулеподібні(Cuculiformes)
Родина: Зозулеві (Cuculidae)
- Ані товстодзьобий, Crotophaga ani
- Кукліло бурий, Coccyzus melacoryphus
- Кукліло чорнодзьобий, Coccyzus erythropthalmus
- Кукліло рудий, Coccyzus lansbergi (A)

## Дрімлюгоподібні(Caprimulgiformes)
Родина: Дрімлюгові (Caprimulgidae)
- Анаперо віргінський, Chordeiles minor

## Серпокрильцеподібні(Apodiformes)
Родина: Серпокрильцеві (Apodidae)
- Голкохвіст східний, Chaetura pelagica (A)

## Журавлеподібні(Gruiformes)
Родина: Пастушкові (Rallidae)
- Султанка американська, Porphyrio martinica (A)
- Погонич галапагоський, Laterallus spilonota (E)
- Пастушок золотодзьобий, Mustelirallus erythrops
- Погонич каролінський, Porzana carolina (A)
- Курочка латиноамериканська, Gallinula galeata
- Лиска американська, Fulica americana (A)

## Сивкоподібні(Charadriiformes)
Родина: Сивкові (Charadriidae)
- Сивка бурокрила, Pluvialis fulva (A)
- Сивка морська, Pluvialis squatarola
- Хрустан тонкодзьобий, Oreopholus ruficollis (A)
- Пісочник крикливий, Charadrius vociferus (A)
- Пісочник канадський, Charadrius semipalmatus
- Пісочник довгодзьобий, Charadrius wilsonia (A)

Родина: Куликосорокові (Haematopodidae)
- Кулик-сорока американський, Haematopus palliatus galapagensis (ES)

Родина: Чоботарові (Recurvirostridae)
- Himantopus mexicanus

Родина: Баранцеві (Scolopacidae)
- Кульон гудзонський, Numenius hudsonicus
- Грицик канадський, Limosa haemastica (A)
- Грицик чорнохвостий, Limosa fedoa (A)
- Крем'яшник звичайний, Arenaria interpres
- Крем'яшник чорний Arenaria melanocephala (A)
- Побережник ісландський, Calidris canutus (A)
- Побережник американський, Calidris virgata (A)
- Побережник довгоногий, Calidris himantopus (A)
- Побережник білий, Calidris alba
- Побережник канадський, Calidris bairdii (A)
- Побережник-крихітка, Calidris minutilla
- Побережник білогрудий, Calidris fuscicollis (A)
- Жовтоволик, Calidris subruficollis (A)
- Побережник арктичний, Calidris melanotos (A)
- Побережник тундровий, Calidris pusilla (A)
- Побережник аляскинський, Calidris mauri (A)
- Неголь короткодзьобий, Limnodromus griseus
- Плавунець довгодзьобий, Phalaropus tricolor
- Плавунець круглодзьобий, Phalaropus lobatus
- Плавунець плоскодзьобий, Phalaropus fulicarius
- Набережник плямистий, Actitis macularia
- Коловодник малий, Tringa solitaria (A)
- Коловодник аляскинський, Tringa incana
- Коловодник строкатий, Tringa melanoleuca
- Коловодник американський, Tringa semipalmata
- Коловодник жовтоногий, Tringa flavipes

Родина: Поморникові (Stercorariidae)
- Поморник середній, Stercorarius pomarinus (A)
- Поморник короткохвостий, Stercorarius parasiticus (A)
- Поморник довгохвостий, Stercorarius longicaudus (A)

Родина: Мартинові (Laridae)
- Мартин галапагоський, Creagrus furcatus (переважно E; невелика кількість птахів гніздиться в Колумбії)
- Мартин сіроголовий, Chroicocephalus cirrocephalus (A)
- Leucophaeus atricilla
- Мартин ставковий, Leucophaeus pipixcan
- Мартин темний, Leucophaeus fuliginosus (E)
- Мартин делаверський, Larus delawarensis (A)
- Мартин домініканський, Larus dominicanus (A)
- Крячок бурий, Anous stolidus galapagensis (ES)
- Крячок строкатий, Onychoprion fuscatus
- Крячок-інка, Larosterna inca (A)
- Крячок чорний, Chlidonias niger (A)
- Крячок річковий, Sterna hirundo
- Крячок каліфорнійський, Thalasseus elegans (A)
- Крячок королівський, Thalasseus maximus

## Фаетоноподібні(Phaethontiformes)
Родина: Фаетонові (Phaethontidae)
- Фаетон червонодзьобий, Phaethon aethereus
- Фаетон червонохвостий, Phaethon rubricauda (A)

## Пінгвіноподібні(Sphenisciformes)
Родина: Пінгвінові (Spheniscidae)
- Пінгвін галапагоський, Spheniscus mendiculus (E)

## Буревісникоподібні(Procellariiformes)
Родина: Альбатросові (Diomedeidae)
- Альбатрос галапагоський, Phoebastria irrorata (EB)
- Альбатрос королівський, Diomedea epomophora (A)
- Альбатрос мандрівний, Diomedea exulans (A)
- Альбатрос чорнобровий, Thalassarche melanophris (A)
- Альбатрос чорноногий, Phoebastria nigripes (A)

Родина: Океанникові (Oceanitidae)
- Фрегета білочерева, Fregetta grallaria (A)
- Океанник Еліота, Oceanites gracilis galapagoensis (ES)
- Океанник білобровий, Pelagodroma marina (A)

Родина: Качуркові (Hydrobatidae)
- Качурка галапагоська, Hydrobates tethys tethys (ES)
- Качурка мадерійська, Hydrobates castro
- Качурка північна, Hydrobates leucorhoa (A)
- Качурка Маркгама, Hydrobates markhami (A)
- Качурка кільчаста, Hydrobates hornbyi (A)
- Качурка чорна, Hydrobates melania (A)

Родина: Буревісникові (Procellariidae)
- Буревісник гігантський, Macronectes giganteus (A)
- Буревісник велетенський, Macronectes halli (A)
- Буревісник південний, Fulmarus glacialoides (A)
- Пінтадо, Daption capense (A)
- Тайфунник білолобий, Pterodroma leucoptera (A)
- Тайфунник Піла, Pterodroma inexpectata (A)
- Тайфунник галапагоський, Pterodroma phaeopygia (EB)
- Пріон антарктичний, Pachyptila desolata (A)
- Буревісник чорний, Procellaria parkinsoni (A)
- Буревісник клинохвостий, Ardenna pacifica (A)
- Буревісник сивий, Ardenna grisea (A)
- Буревісник рожевоногий, Ardenna creatopus (A)
- Буревісник світлоногий, Ardenna carneipes (A)
- Буревісник галапагоський, Puffinus subalaris (E)

## Сулоподібні(Suliformes)
Родина: Фрегатові (Fregatidae)
- Фрегат карибський, Fregata magnificens magnificens (ES)
- Фрегат тихоокеанський, Fregata minor

Родина: Сулові (Sulidae)
- Сула блакитнонога, Sula nebouxii excisa (ES)
- Сула перуанська, Sula variegata (A)
- Сула насканська, Sula granti
- Сула червононога, Sula sula
- Сула білочерева, Sula leucogaster (A)

Родина: Бакланові (Phalacrocoracidae)
- Баклан галапагоський, Phalacrocorax harrisi (E)

## Пеліканоподібні(Pelecaniformes)
Родина: Пеліканові (Pelecanidae)
- Пелікан бурий, Pelecanus occidentalis urinator (ES)

Родина: Чаплеві (Ardeidae)
- Квак чорногорлий, Nyctanassa violacea
- Чапля зелена, Butorides virescens (V)
- Чапля галапагоська, Butorides sundevalli (E)
- Чапля єгипетська, Bubulcus ibis (I)
- Чапля північна, Ardea herodias cognata (ES)
- Чепура велика, Ardea alba
- Чепура трибарвна, Egretta tricolor (A)
- Чепура американська, Egretta thula (A)
- Чепура блакитна, Egretta caerulea

## Яструбоподібні(Accipitriformes)
Родина: Скопові (Pandionidae)
- Скопа, Pandion haliaetus

Родина: Яструбові (Accipitridae)
- Канюк галапагоський, Buteo galapagoensis (E)

## Совоподібні(Strigiformes)
Родина: Сипухові (Tytonidae)
- Сипуха американська, Tyto furcata punctatissima (ES)

Родина: Совові (Strigidae)
- Сова болотяна, Asio flammeus galapagoensis (ES)

## Сиворакшоподібні(Coraciiformes)
Родина: Рибалочкові (Alcedinidae)
- Рибалочка-чубань північний, Megaceryle alcyon

## Соколоподібні(Falconiformes)
Родина: Соколові (Falconidae)
- Сапсан, Falco peregrinus

## Папугоподібні(Psittaciformes)
Родина: Папугові (Psittacidae)
- Аратинга червоноголовий, Psittacara erythrogenys (I)

## Горобцеподібні(Passeriformes)
Родина: Тиранові (Tyrannidae)
- Тиран вилохвостий, Tyrannus savana (A)
- Тиран королівський, Tyrannus tyrannus (A)
- Копетон галапагоський, Myiarchus magnirostris (E)
- Pyrocephalus dubius(інші мови) (E)
- Pyrocephalus nanus(інші мови) (E)

Родина: Віреонові (Vireonidae)
- Віреон білобровий, Vireo chivi (A)

Родина: Ластівкові (Hirundinidae)
- Щурик бурий, Progne tapera (A)
- Щурик пурпуровий, Progne subis (A)
- Щурик галапагоський, Progne modesta (E)
- Ластівка берегова, Riparia riparia (A)
- Ластівка сільська, Hirundo rustica
- Ясківка білолоба, Petrochelidon pyrrhonota (A)

Родина: Омелюхові (Bombycillidae)
- Омелюх американський, Bombycilla cedrorum (A)

Родина: Пересмішникові (Mimidae)
- Пересмішник галапагоський, Mimus parvulus (E)
- Пересмішник кампеонський, Mimus trifasciatus (E)
- Пересмішник еспаньйольський, Mimus macdonaldi (E)
- Пересмішник сан-кристобальський, Mimus melanotis (E)

Родина: Трупіалові (Icteridae)
- Гоглу, Dolichonyx oryzivorus
- Гракл великохвостий, Quiscalus mexicanus (A)

Родина: Піснярові (Parulidae)
- Смугастоволець річковий, Parkesia noveboracensis (A)
- Пісняр жовтий, Protonotaria citrea (A)
- Пісняр горихвістковий, Setophaga ruticilla (A)
- Пісняр-лісовик золотистий, Setophaga petechia aureola (ES)
- Пісняр-лісовик білощокий, Setophaga striata (A)

Родина: Кардиналові (Cardinalidae)
- Піранга пломениста, Piranga rubra (A)
- Піранга кармінова, Piranga olivacea (A)
- Кардинал-довбоніс червоноволий, Pheucticus ludovicianus (A)
- Скригнатка індигова, Passerina cyanea  (A)

Родина: Саякові (Thraupidae)
- Посвірж золотоголовий, Sicalis flaveola (A)
- Цереба, Coereba flaveola (A)
- Комашниця вохриста, Certhidea olivacea (E)
- Комашниця сіра, Certhidea fusca (E)
- Platyspiza crassirostris(інші мови) (E)
- Camarhynchus pallidus(інші мови) (E)
- Camarhynchus psittacula(інші мови) (E)
- Camarhynchus pauper(інші мови) (E)
- Camarhynchus parvulus(інші мови) (E)
- Camarhynchus heliobates(інші мови) (E)
- Geospiza difficilis(інші мови) (E)
- Землянчик дарвінський, Geospiza septentrionalis (E)
- Geospiza fuliginosa(інші мови) (E)
- Geospiza fortis(інші мови) (E)
- Geospiza propinqua(інші мови) (E)
- Geospiza scandens(інші мови) (E)
- Geospiza acutirostris(інші мови) (E)
- Geospiza magnirostris(інші мови) (E)
- Geospiza conirostris(інші мови) (E)